# Lothar Ulsaß
Lothar Ulsaß (ur. 9 września 1940 w Hanowerze, zm. 16 czerwca 1999 w Wiedniu) – niemiecki piłkarz, grający na pozycji napastnika.

## Kariera piłkarska
Lothar Ulsaß profesjonalną karierę rozpoczął w 1958 roku w klubie Sportfreunde Ricklingen. Grał też w Arminii Hannover, ale większą popularność zyskał dzięki grze w Eintrachcie Brunszwik, do którego przybył w 1964 roku i zadebiutował w jej barwach w Bundeslidze. Zdobył z tym klubem w sezonie 1966/1967 tytuł mistrza Niemiec. Niedługo potem okazał się jednym z głównych bohaterów skandalu ligowego, za co przez Niemiecki Związek Piłki Nożnej zdyskwalifikowany na półtora roku. Po wygaśnięciu dyskwalifikacji, odszedł z klubu w 1973 roku. W sumie spędził w tym klubie 201 meczów i strzelił 84 gole. Następnie, w 1973 roku przeniósł się do austriackiego Wiener SC, w którym w 1974 roku zakończył piłkarską i uznał ją za swoją nową ojczyznę.

## Kariera reprezentacyjna
Lothar Ulsaß w reprezentacji Niemiec zadebiutował w Karlsruhe dnia 24 kwietnia 1965 roku, w wygranym meczu (5:0) eliminacji do mistrzostw świata 1966 przeciwko Cyprowi.
Choć grał w meczach eliminacyjnych mistrzostw świata 1966, mistrzostw Europy 1968 i mistrzostw świata 1970, trener Helmut Schön nie powołał Ulsaßa na żaden z tych turniejów.
Ostatni raz w kadrze zagrał we Frankfurcie dnia 26 marca 1969 roku, w zremisowanym meczu (1:1) przeciwko Walii, w którym został on zmieniony w 74. minucie przez Ludwiga Müllera.
Gole Ulsaßa w reprezentacji.
| Lp. | Data                | Stadion                                 | Przeciwnik | Gol | Wynik | Mecz       |
| --- | ------------------- | --------------------------------------- | ---------- | --- | ----- | ---------- |
| 1.  | 9 października 1965 | Neckarstadion, Stuttgart, RFN           | Austria    | 2–1 | 4–1   | Towarzyski |
| 2.  | 9 października 1965 | Neckarstadion, Stuttgart, RFN           | Austria    | 3–1 | 4–1   | Towarzyski |
| 3.  | 9 października 1965 | Neckarstadion, Stuttgart, RFN           | Austria    | 4–1 | 4–1   | Towarzyski |
| 4.  | 19 listopada 1966   | Müngersdorfer Stadion, Kolonia, RFN     | Norwegia   | 2–0 | 3–0   | Towarzyski |
| 5.  | 19 listopada 1966   | Müngersdorfer Stadion, Kolonia, RFN     | Norwegia   | 3–0 | 3–0   | Towarzyski |
| 6.  | 22 lutego 1967      | Wildparkstadion, Karlsruhe, RFN         | Maroko     | 1–0 | 5–1   | Towarzyski |
| 7.  | 22 lutego 1967      | Wildparkstadion, Karlsruhe, RFN         | Maroko     | 2–0 | 5–1   | Towarzyski |
| 8.  | 18 grudnia 1968     | Estadio Centenario, Montevideo, Urugwaj | Chile      | 1–0 | 1–2   | Towarzyski |

## Śmierć
Lothar Ulsaß zmarł 16 czerwca 1999 roku w Wiedniu na udar mózgu.

## Sukcesy
- Mistrz Niemiec: 1967